# تپه شاه باغی
تپه شاه باغی مربوط به دوران‌های تاریخی پس از اسلام است و در استان قزوین، شهرستان قزوین، بخش طارم سفلی، روستای آلتین‌کش واقع شده و این اثر در تاریخ ۸ خرداد ۱۳۸۰ با شمارهٔ ثبت ۳۸۹۸ به‌عنوان یکی از آثار ملی ایران به ثبت رسیده است.